# Девширме

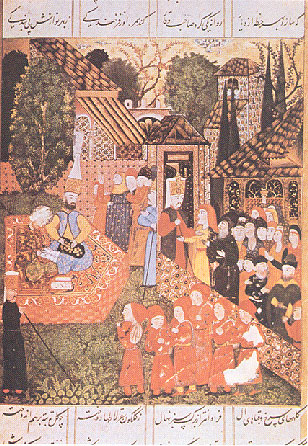
«Девширме», гравюра з палацу Топкапи

Девширме (босн. Devširma, осман. دوشيرمه, тур. devşirme, «набір») — набір християнських дітей для навчання на посади службовців палацу, адміністрації чи військового корпусу капикулу в Османській імперії, а також юнак призваний через такий набір.

## Система
Система набору християнських дітей. Склалася наприкінці XIV — на початку XV століть. Спеціальні уповноважені віднімали силоміць у християнських підданців Османської імперії хлопців 5—12 років. Обирали із знатних та шляхетних родин, вважаючи, що діти пастухів нерозвинуті, сільських старост — підлі та хитруваті. Це відбувалося 1 раз у 5 років, іноді частіше. Хлопцям наказували забути батьків та своє походження. Їх навертали в мусульманську віру. Для ліпшого входження у ісламське середовище хлопців передавали до турецьких родин або у спеціальні школи, де вони вчили турецьку мову, норми ісламу. З часом використовували у різних роботах: від помічників м'ясників до веслувальників на суднах. Після цього наставав етап привчення юнаків до послуху та фізичного загартування. У 18—20 років навчання завершувалися, молодиків спрямовували до палацу султана, в яничарський корпус.